# Антонио Патриота
Антонио ди Агуяр Патриота (на португалски: Antonio de Aguiar Patriota) е бразилски дипломат, бивш министър на външните работи на Бразилия в периода 1 януари 2011 – 26 август 2013, постоянен представител на Бразилия в ООН от 24 октомври 2013 г. до ноември 2016 г.
Антонио Патриота е роден на 27 април 1954 г. в Рио де Жанейро. Завършва Философия в Университета в Жанева, а през 1979 и международни отношения в института „Рио Бранко“, където защитава теза на тема „Съветът за сигурност след Войната в Залива: артикулиране на нова парадигма за колективна сигурност.“

## Дипломатическа кариера
Антонио Патриота притежава солидна дипломатическа кариера: от 1979 до 1982 е дипломат в бразилския офис на ООН; работи в бразилските дипломатически мисии в Женева (1983 – 1987), Пекин (1987 – 1988) и Каракас (1988 – 1990); от 1990 до 1992 е дипломат към секретариата по външната политика на Министерството на външните работи, а в периода 1992 – 1994 е дипломатически съветник на президента Итамар Франку; от 1994 до 1999 г. Патриота служи в бразилското постоянно представителство към ООН в Ню Йорк, където е част от бразилската делегация в Съвета за сигурност; в периода 1999 – 2003 г. той е дипломат към постоянната мисия на Бразилия при международните организации в Женева, като две години е заместник постоянен представител на Бразилия в Световната търговска организация. През 2003 Антонио Патриота е назначен за секретар по дипломатическото планиране към външното министерство, през 2004 г. вече е началник на канцеларията на министерството, а през периода 2005 – 2007 е заместник главен секретар по политическите въпроси на канцлерството. През 2007 г. Антонио Патриота е назначен за посланик на Бразилия в Съединените щати, като оглавява бразилската мисия във Вашингтон до 2009 г. В периода октомври 2009 – януари 2011 Патриота е заместник-министър на външните работи на Бразилия.
На 1 януари 2011 г. Антонио Патриота и става член на кабинета на президента Русеф, след като поема ръководството на Министерството на външните работи от предишния канцлер Селсо Аморин. Антонио Патриота остава на канцлерския пост до 26 август 2013 г., когато подава оставката си пред президента Русев заради дипломатическия скандал, разразил се след успешното бягство в Бразилия на боливийския опзиционен лидер Рохер Пинто, укривал се в продължение на година в бразилското посолство в Ла Пас. Патриота е заменен на канцлерския пост от Луиш Алберто Фигейредо – дотогава постоянен представител на Бразилия в ООН. На 23 октомври същата година Патриота оглавява постоянното представителство на Бразилия в Организацията на обединените нации.
Антонио Патриота е женен за Таня Купър Патриота, настоящ представител на Фонда за населението на ООН за Богота и Каракас. Имат 2 деца – Мигел и Томас.